# Cuncunul
Cuncunul är en kommun i Mexiko.   Den ligger i delstaten Yucatán, i den östra delen av landet, 1 100 km öster om huvudstaden Mexico City. Antalet invånare är 1 595. Arean är 316 kvadratkilometer.
Terrängen i Cuncunul är mycket platt.
Följande samhällen finns i Cuncunul:
- San Diego